# Karyolysus
A Karyolysus a Coccidia Adeleorina csoportjának nemzetsége. A Rana boylii boylii gerinces gazdájú K. sonomae kivételével a nemzetség kizárólag a Lacerta fajait fertőzi. Vektorai ízeltlábúak, például szúnyogok, legyek, atkák.

## Történet
A nemzetséget Labbé hozta létre 1894-ben a gazdájuk sejtmagját töredezetté tevő Apicomplexa-fajokra. Reichenow 1921-ben kimutatta, hogy e jellemző rendszertani értéke vitatott, ehelyett más kritériumokat javasolt a nemzetségbe soroláshoz, melyek ma is használatosak.
Típusfaja a Karyolysus lacertae.
Cook, Netherlands és Smit 2016-ban a Hepatozoon nemzetségből áthelyeztek a Karyolysusba egy újra leírt fajt, ennek új neve Karyolysus paradoxa.

## Genetika
Nincs szekvenált faja, csak részleges 18S rDNS-szakaszai ismertek.

## Életciklus
Mikor a gazda fertőzött atkákat eszik, féreg alakú sporozoitákat bocsát ki a sporociszta. Ezek a bélfalba fúródva a nyirokerekbe, majd a vérbe lépnek. A belső szervek, különösen a máj elérése után a sporozoiták áthatolnak az endotél sejtekbe. Itt tojás alakú szkizontákat termel membrános kapszulában. Ezek e sejtekben maradnak rövid ideig, majd 8–30 merozoitát bocsátanak ki. Ezek a sejtben maradnak annak lízise és a véráramba kerülés előtt.
A véráramba kerülés után a merozoiták más endotél sejtekbe hatolnak. Itt nőnek, majd szkizogenezisen mennek át számos gametocitát létrehozva. E második generációs szkizonták kisebbek az első generációnál, és nem látható jól sejtmagjuk. Ezek is a véráramba kerülnek, általában a fertőzés utáni 42. nap körül.
A gametociták az eritrocitákon áthatolva makrogametocita- és mikrogametocita-állapotokká differenciálódnak. Ezeket vékony membrán választja el. A mikrogametociták vékonyak maradnak, és nem fejlesztenek jól látható magot, míg a makrogametociták megnőnek, és egyik végükön jól látható magot hoznak létre.
Nőstény atkák általi bekebelezés során a gametociták kikerülnek az eritrocitákból. Az emésztőrendszerben orsószerű párokká asszociálnak, és a bélepitéliumba lépnek. Ebben a makrogametocita megnő, a mikrogametocita mérete csökken. Ez utóbbi kettéosztódik, és a két így keletkezett ivarsejt egyike a makrogametocitával zigótává egyesül.
A zigóta (vagy ookinéta) a sejtben megnő, és meiózison, majd több mitózison megy át, létrehozva az oocisztát. Ebben a magok a felszínre vándorolnak, és sejtplazma összegyűjtésével sporoblasztokká alakulnak. Érésük során féregszerűvé válnak, és nagyon aktív sporokinétává alakulnak.
Az oocisztából kiszabadulva a sporokinéták az atka testében vándorolnak. Egyesek a petefészekben megtelepedve a peték tartalmába kerülnek. Itt membránt fejlesztenek, melyen belül nőnek (sporociszta). A sporocisztában a sporogónia 20–30 sporozoitát eredményez, melyek a fejlődő nimfa emésztőrendszerének endoderma-eredetű sejtjeibe kerülnek. Táplálkozáskor egyes sporozoiták bekerülnek az emésztőrendszerbe, ezek egy része benne marad, más részük viszont ürülékkel távozik. Ha egy gyík az ürüléket vagy az azt evő atkát megeszi, a folyamat újraindul.
Hipnozoita ismert a Karyolysus lacertae fajban.
A Haemogregarina nemzetségtől való megkülönböztetése nehéz lehet, mivel mindkét nemzetség gametocitogenezise a vörösvérsejtekben történik, és hasonló morfológiájú. Megkülönböztethető viszont a szkizogónia helyszínével: a Karyolysusé ez az endotél sejtekben, míg a Haemogregarináé a csontvelőben történik.
A Lacerta schreiberi esetén nem igazolt, hogy képes vertikális transzmissziójára.

## Rendszertan
18S rRNS-alapú kutatások alapján átfedést mutathat a Hepatozoonnal.

## Gazdák
- A Karyolysus sonomae gazdája a Rana boylii boylii.
- A Lacerta raddei nairensist is fertőzi, de nem ismert a fertőző faj.[7]
- A Karyolysus lacazei gazdája a Lacerta schreiberi. Egyes populációkban nagyon magas prevalenciája.[8]

## Élőhely
Merozoitái a gerinces gazda májsejtjeiben és makrofágjaiban élnek.